# Чжан Юэхун
Чжан Юэхун (кит. 張越紅, англ. Zhang Yuehong; р. 9 ноября 1975, Шэньян, провинция Ляонин, Китай) — китайская волейболистка, нападающая-доигровщица. Чемпионка летних Олимпийских игр 2004 года.

## Биография
Волейболом Чжан Юэхун начала заниматься в 14-летнем возрасте в спортивной школе родного города Шэньяна, а вскоре была принята в молодёжную команду клуба «Ляонин», базирующуюся там же. С 1993 года выступала уже за основную клубную команду.
В 2000 Чжан Юэхун была кандидатом в сборную Китая и претендовала на поездку на Олимпийские игры в Сидней, но в окончательную заявку не попала и дебютировала в национальной команде в официальных соревнованиях только в следующем году, став чемпионкой Азии и победителем розыгрыша Всемирного Кубка чемпионов, а также серебряным призёром Гран-при. В 2002—2003 клубный сезон Чжан Юэхун провела во Франции в сильнейшей команде страны «Расинге» из Канн и стала в его составе победительницей розыгрыша Лиги чемпионов ЕКВ, чемпионкой и обладателем Кубка Франции. В 2003, выступая за сборную, волейболистка выиграла «золото» сразу на трёх турнирах — Гран-при, континентальном первенстве и Кубке мира.
Олимпийский волейбольный турнир 2004 года в Афинах принёс сборной Китая, и в том числе Чжан Юэхун, «золото». Вплоть до финала спортсменка лишь эпизодически выходила на поле, приняв участие только в двух матчах, но в решающем противостоянии против сборной России при счёте 0:2 по партиям тренер китаянок Чэнь Чжунхэ вместо доигровщицы Ван Лина выпустил на поле Чжан Юэхун и во многом благодаря её действиям ход матча удалось переломить. Оставшиеся три победные партии Чжан Юэхун провела на поле, набрав 15 очков. После турнира 29-летняя нападающая завершила карьеру в сборной, но в 2007 вновь была призвана в её состав и выиграла два «серебра» — на чемпионате Азии и в Гран-при.
В 2008—2009 волейболистка отыграла сезон в Японии в составе команды «Торэй Эрроуз» и выиграла с ней чемпионат страны, став к тому же лучшим игроком и войдя в символическую сборную чемпионата. В 2009 году Чжан Юэхун объявила о завершении игровой карьеры и в 2009—2012 работала главным тренером команды «Ляонин Чайла Мобайл», за которую в качестве спортсменки провела 12 сезонов.  

### Клубная карьера
- 1993—2002 —  «Ляонин» (Шэньян);
- 2002—2003 —  «Расинг Клуб де Канн» (Канны);
- 2003—2004 —  «Бэйцзин» (Пекин);
- 2004—2007 —  «Ляонин Чайна Мобайл» (Шэньян);
- 2007—2008 —  «Тяньцзинь Бриджстоун»;
- 2008—2009 —  «Торэй Эрроуз» (Оцу).

### Тренерская карьера
- 2009—2012 —  «Ляонин Чайна Мобайл» (Шэньян) — главный тренер.

## Достижения

### Клубные
- двукратная чемпионка Китая — 2006, 2008;
  - двукратный серебряный (2002, 2007) и двукратный бронзовый (2001, 2003) призёр чемпионатов Китая.
- чемпионка Франции 2003.
- победитель розыгрыша Кубка Франции 2003.
- чемпионка Японии 2009.
- победитель Лиги чемпионов ЕКВ 2003.

### Со сборной Китая
- Олимпийская чемпионка 2004.
- победитель розыгрыша Кубка мира 2003.
- победитель розыгрыша Всемирного Кубка чемпионов 2001.
- победитель Гран-при 2003;
  - 3-кратный серебряный призёр Гран-при — 2001, 2002, 2007.
- чемпионка Азиатских игр 2002.
- двукратная чемпионка Азии — 2001, 2003.
  - серебряный призёр чемпионата Азии 2007.

### Индивидуальные
- 2001: лучшая нападающая чемпионата Китая.
- 2002: лучшая нападающая чемпионата Китая.
- 2007: лучшая нападающая чемпионата Китая.
- 2009: MVP чемпионата Японии.